# بنيام محمد
محمد بنيام، إثيوبي الأصل، هاجر إلى بريطانيا عام 1994.اعتقل في باكستان عام 2002 ونقل إلى المغرب حيث ادعى أنه قد تم استجوابه تحت التعذيب وتم تسليمه إلى السلطات الأميركية بعد عدة أشهر. حيث اعتقل كمشتبه مقاتل عدو في سجن غوانتانامو بين عامي 2004 و2009 دون توجيه اتهامات.

## اعتقاله
وصف بنيام تجربة اعتقاله «ما زال من الصعب علي أن أصدق أنني اختطفت، ونقلت من دولة إلى أخرى وتعرضت للتعذيب على طريقة القرون الوسطى، وكل ذلك تخطيط من حكومة الولايات المتحدة»
وقال «خضت تجربة لم أفكر أبدا في انني سأشهدها في أشد كوابيسي قتامة». وأضاف «قبل هذه المحنة.. كان التعذيب كلمة مجردة بالنسبة لي. لم يكن بوسعي قط تخيل أنني سأكون ضحيته. من الصعب بالنسبة لي التفكير في أنني سأتعرض للخطف وأنقل من بلد إلى آخر، كل ذلك دبرته الحكومة الأميركية»
ووفقا لروايات محاميه، قال محمد إن المسؤولين الأميركيين نقلوه إلى مقر تابع لوكالة الاستخبارات الأميركية في أفغانستان ليتعرض للتعذيب بانتظام قبل أن ينتقل إلى غوانتانامو في سبتمبر (أيلول) عام 2004. وقال محمد «انه غير قادر بدنيا أو عقليا على مواجهة الإعلام»، لكنه أدان الحكومة الأميركية.

## اتهام الحكومة البريطانية
اتهم بنيام الحكومة البريطانية بالتواطؤ في تعرضهم للتعذيب على يد المحققين الأميركيين مماضطرها لدفع تعويضات بالملايين لمعتقلي غوانتانامو السابقين ويشمل التعويض كلا من المعتقلين السابقين بينام محمد وبشير الراوي وجميل البنا وريتشارد بيلمار وعمر ديغايس وموزام بيغ ومارتن موبانغا، والذين تم ترحيلهم بشكل غير قانوني إلى معتقل غوانتانامو بعلم الحكومة البريطانية.

## إطلاق سراحه
يعتبر بنيام أول معتقل في غوانتانامو يتم الإفراج عنه في ظل إدارة أوباما، في 23 فبراير 2009.